# بشت رود (مشيز بردسير)
بشت رود (بالفارسية: پشت‌رود) هي قرية تقع في إيران في البلدة المركزية. يقدر عدد سكانها بـ 19 نسمة .